# Herb McKenley

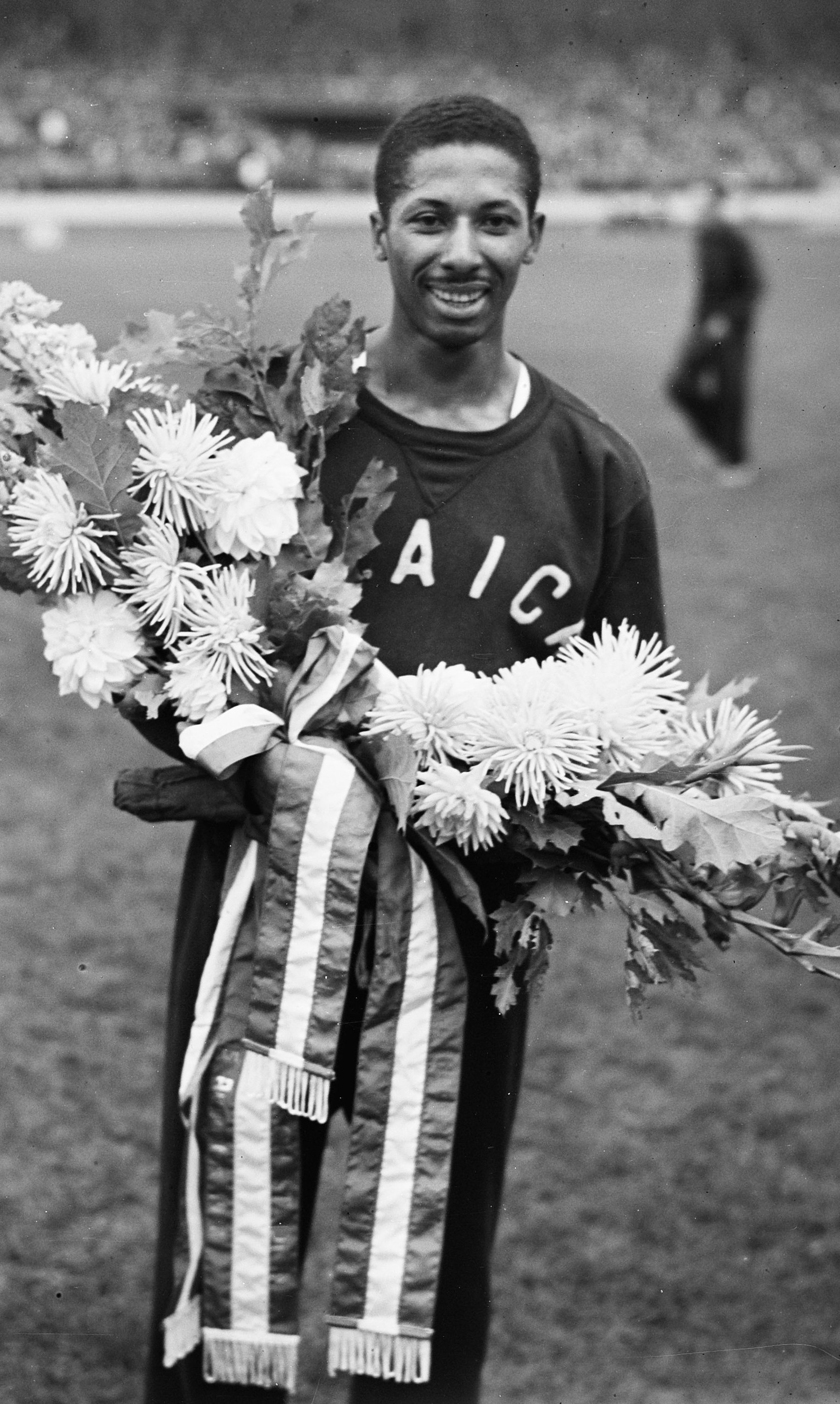
Herb McKenley, 1948

Herb McKenley (eigentlich Herbert Henry McKenley;) (* 10. Juli 1922 in Pleasant Valley, Clarendon Parish; † 26. November 2007 in Kingston) war ein jamaikanischer Sprinter und Olympiasieger.

## Karriere
McKenley, Sohn eines Arztes, studierte an der University of Illinois at Urbana-Champaign und war deshalb auch bei den Meisterschaften der US-amerikanischen Amateur Athletic Union (AAU) startberechtigt. 1945 gewann er bei der AAU-Meisterschaft den 400-Meter-Lauf in 48,4 Sekunden. 1946 nahm er an den Zentralamerikanischen Meisterschaften in Barranquilla teil. Im 100-Meter-Lauf verlor er in 10,7 Sekunden gegen den Kubaner Rafael Fortún, im 200-Meter-Lauf belegte er in 21,7 Sekunden den dritten Platz hinter Fortún und Lloyd LaBeach aus Panama. Über 400 Meter machten drei Jamaikaner den Sieg unter sich aus. Es gewann Arthur Wint in 48,0 Sekunden vor McKenley in 48,5 Sekunden und George Rhoden. Zusammen mit Clint Woodstock siegten die drei auch in der 4-mal-400-Meter-Staffel. 
Am 28. Juni 1947 stellte McKenley seinen ersten Weltrekord auf. In Berkeley lief er 46,3 Sekunden über 440 Yards. Über die 400-Meter-Strecke gewann er 1947 in 47,1 Sekunden seinen zweiten AAU-Titel. Am 5. Juni 1948 verbesserte er in Berkeley seinen Weltrekord auf 46,0 Sekunden. Einen Monat später lief er am 2. Juli in Milwaukee im Vorlauf der AAU-Meisterschaft 45,9 Sekunden auf der metrischen Strecke. Damit war er der erste 400-Meter-Läufer, der unter 46 Sekunden blieb. Das Finale der AAU-Meisterschaft gewann er in 46,3 Sekunden. Damit reiste McKenley als Favorit zu den Olympischen Spielen 1948 nach London. Dort wurde er über 200 Meter in 21,2 Sekunden Vierter. Auf seiner Spezialstrecke lief er 46,4 Sekunden und verlor gegen seinen Landsmann Arthur Wint in 46,2 Sekunden. Im Finale der 4-mal-400-Meter-Staffel verletzte sich Arthur Wint als dritter Läufer der jamaikanischen Stafette bei der Aufholjagd auf die führenden US-Amerikaner; McKenley kam als Schlussläufer nicht mehr zum Einsatz.
Die Zentralamerikanischen Meisterschaften 1950 wurden in Guatemala-Stadt ausgetragen. McKenley verlor in 10,4 Sekunden gegen den Kubaner Rafael Fortún. Über 200 Meter gewann McKenley in windunterstützten 20,9 Sekunden vor Fortún und Lloyd LaBeach. Über 400 Meter siegte McKenley in 47,8 Sekunden vor George Rhoden. Gemeinsam mit Rhoden belegte er in der 4-mal-100-Meter-Staffel in 41,6 Sekunden den zweiten Platz hinter Kuba. Bei den Panamerikanischen Spielen 1951 in Buenos Aires gewann McKenley drei Bronzemedaillen. Über 100 und 200 Meter unterlag er jeweils Rafael Fortún und dem US-Amerikaner Arthur Bragg. Auf der 400-Meter-Strecke siegten Mal Whitfield und Hugo Maiocco.
Bei den Olympischen Spielen 1952 in Helsinki gewann McKenley die Silbermedaille im 100-Meter-Lauf hinter dem US-Amerikaner Lindy Remigino und vor dem Briten McDonald Bailey, die ersten vier Läufer wurden alle in 10,4 Sekunden handgestoppt. Über 400 Meter hatte George Rhoden 1950 McKenley als Weltrekordler abgelöst. Im Finale lief Wint sehr schnell an, Rhoden und McKenley folgten; nachdem Wint auf der Zielgeraden einbrach, gewann Rhoden knapp vor McKenley, für beide Läufer wurden 45,9 Sekunden angegeben. In der Staffel lieferten sich Wint, Leslie Laing, McKenley und Rhoden einen engen Kampf mit der US-amerikanischen Stafette. McKenley lief sein drittes Teilstück in damals für unerreichbar gehaltenen 44,8 Sekunden bei fliegendem Start und überholte Charles Moore, Rhoden konnte dann die Spitze gegen Whitfield verteidigen. Mit 3:03,9 Minuten hatte die jamaikanische Stafette einen Weltrekord aufgestellt.
McKenley war 1,85 m groß und wog in seiner aktiven Zeit 72 kg. Er war von 1954 bis 1973 Trainer des jamaikanischen Teams. McKenley war 12 Jahre lang Präsident des Jamaican Amateur Athletic Association (JAAA) sowie Mitglied zahlreicher Gremien des International Association of Athletics Federations (IAAF).
Im Jahr 2004 wurde er mit dem Order of Merit geehrt, dem dritthöchsten Orden Jamaikas.

## Bestleistungen
- 100 m: 10,3 s, 1949
- 200 m: 20,8 s, 1959
- 400 m: 45,9 s

## Denkmal
Im November 2009 wurde vom jamaikanischen Premierminister Bruce Golding im Nationalstadion in Kingston (Jamaika) eine Statue des Sprinters, geschaffen von Basil Watson, enthüllt.